# Église Saint-Martin d'Ourde
Pour les articles homonymes, voir Église Saint-Martin.
L'église Saint-Martin d'Ourde est une église catholique située à Ourde, dans le département français des Hautes-Pyrénées en France .
Elle fait l'objet d'une protection au titre des monuments historiques.

## Présentation
L'église est située en Barousse, dans le département français des Hautes-Pyrénées, sur la commune d'Ourde, en bordure sud-est du village.

## Historique
L'église remonte aux XIIIe, XIVe et XVe siècles.
L'édifice est classé au titre des monuments historiques depuis le 15 décembre 1972.

## Architecture

### Extérieur
Entouré d'un petit cimetière, l'édifice forme un rectangle orienté est-ouest. Le côté ouest présente un clocher massif à contreforts. Protégée par un porche, l'entrée s'effectue côté sud du clocher par une simple porte que surmonte un tympan figurant saint Martin partageant son manteau pour le donner à un pauvre.

### Intérieur
Au niveau du chœur, des peintures murales du XVe siècle représentant des scènes de la vie de Jésus et de celle de saint Martin sont également classées monument historique au titre d'objet, le retable en bois doré sculpté par Jean I Ferrère est actuellement dans un musée.

## Galerie

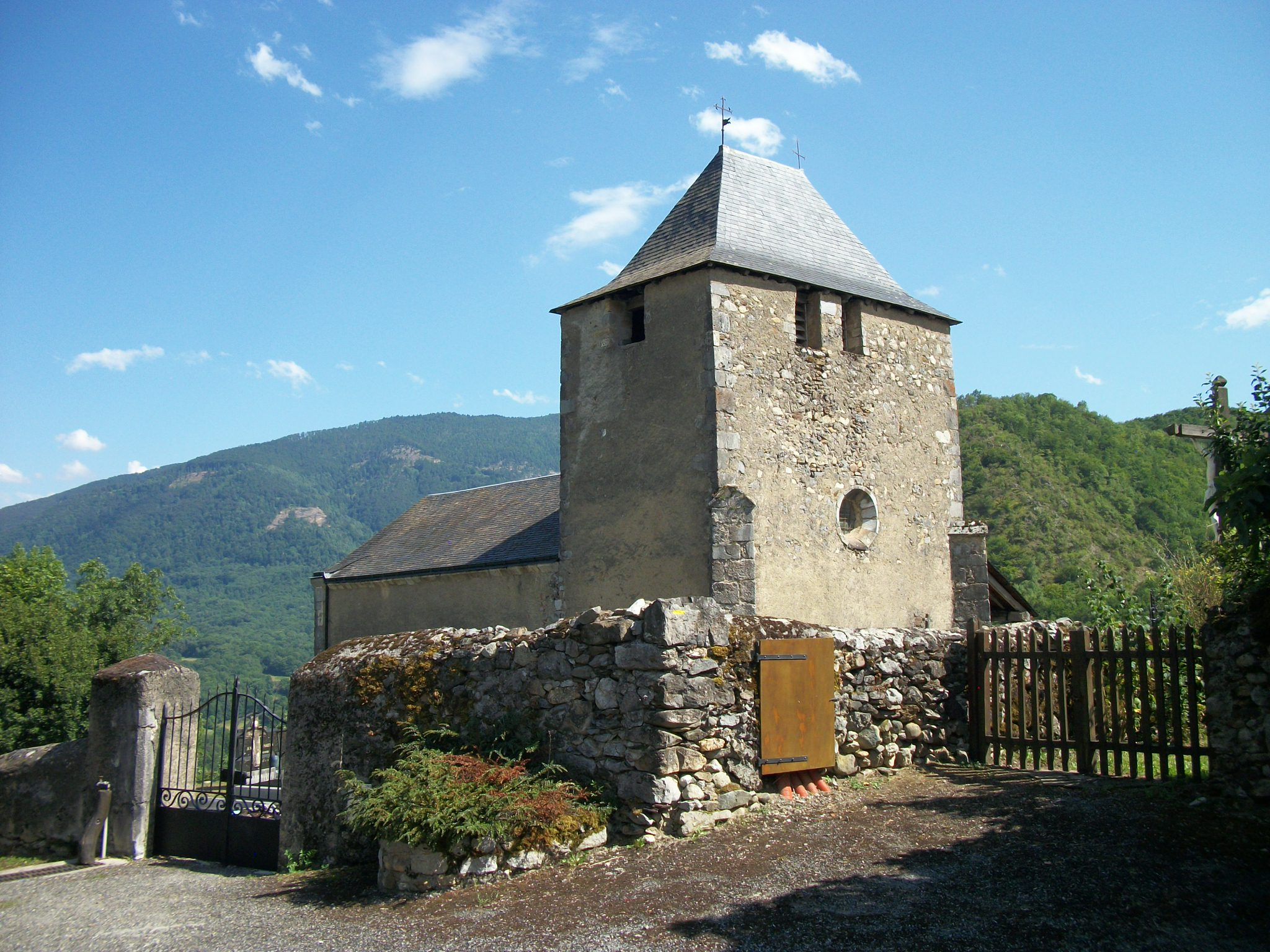
L'église Saint-Martin en 2019.
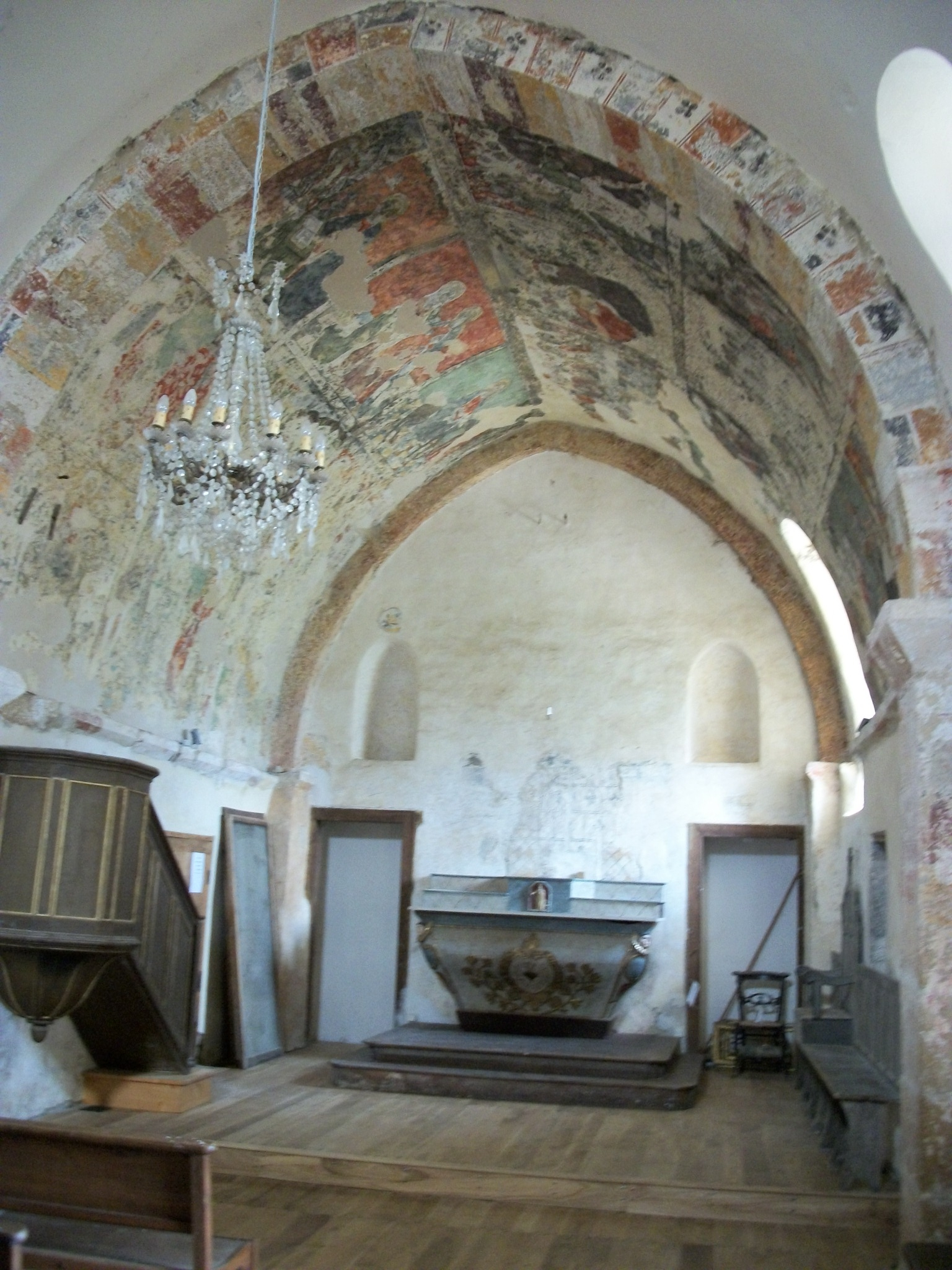
Intérieur de l'église Saint-Martin avec ses peintures murales du XVe siècle.